# Holothuria (Selenkothuria)
Sous-genre
Holothuria (Selenkothuria) est un sous-genre de concombres de mer de la famille des Holothuriidae. 

## Description et caractéristiques

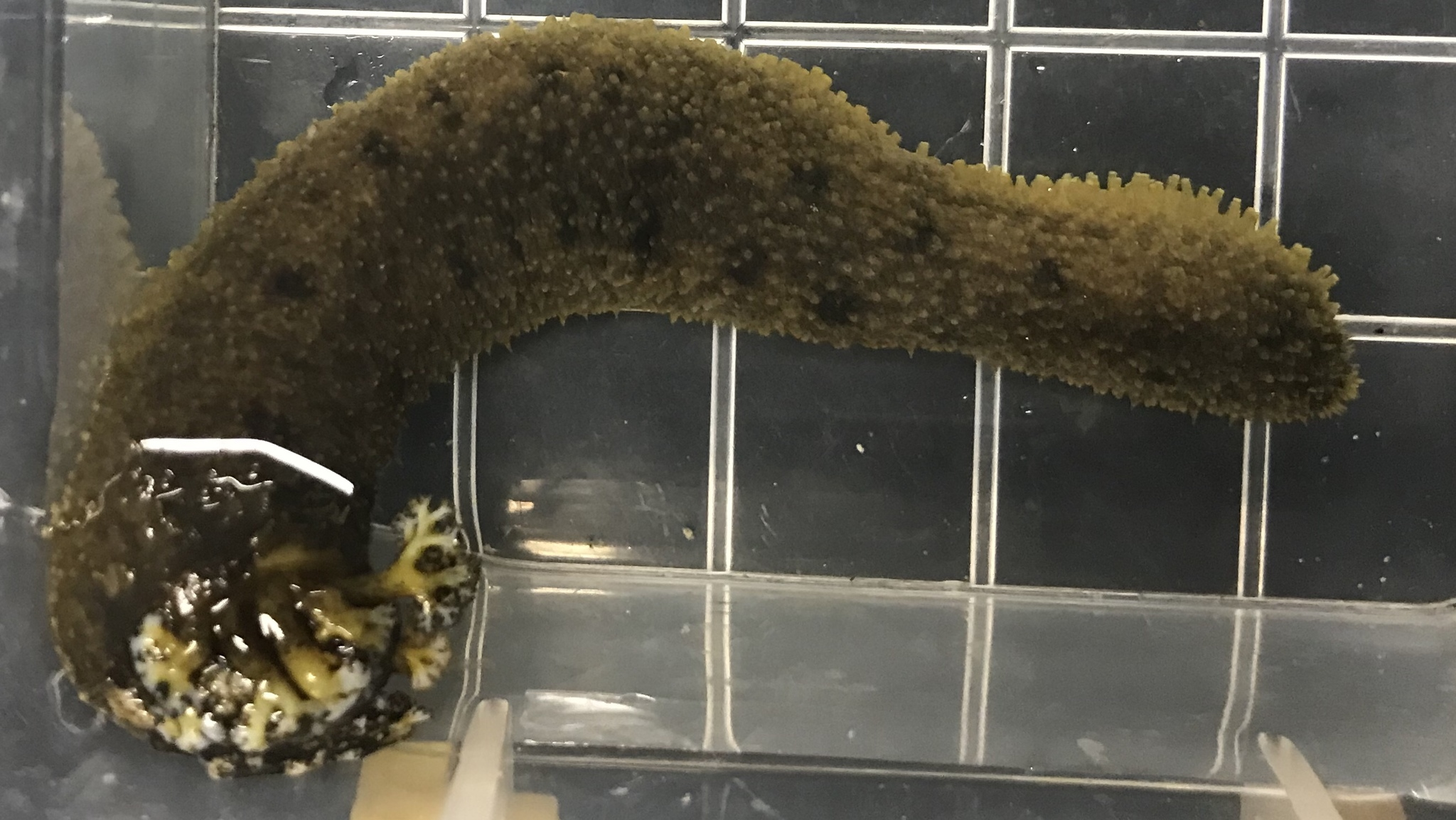
Holothuria lubrica

Ce sont des holothuries tropicales ou subtropicales, présentes dans les trois principaux bassins océaniques, à faible profondeur. La plupart des espèces sont de taille moyenne (entre 6 et 15 cm de long), hérissées de nombreuses petites papilles coniques plus ou moins prononcées, sur un épiderme peu épais. Elles portent 20 tentacules buccaux, des podia répartis de manière plus ou moins régulière en trois rangées sur le trivium. 

## Liste des espèces
Historiquement, ce groupe fut proposé par Elisabeth Deichmann (d) en tant que genre à part entière, mais les données scientifiques récentes l'ont placé au rang de sous-genre du vaste genre Holothuria. 
Selon World Register of Marine Species (24 octobre 2016) :
- Holothuria (Selenkothuria) bacilla Cherbonnier, 1988 -- Madagascar et région
- Holothuria (Selenkothuria) carere Honey-Escandón, Solís-Marín & Laguarda-Figueras, 2011 -- Pacifique est
- Holothuria (Selenkothuria) erinacea Semper, 1868 -- Indo-Pacifique tropical
- Holothuria (Selenkothuria) glaberrima (Selenka, 1867) -- Golfe du Mexique
- Holothuria (Selenkothuria) lubrica Selenka, 1867 -- Circumtropicale (mais surtout Pacifique est)
- Holothuria (Selenkothuria) mactanensis Tan Tiu, 1981 -- Philippines
- Holothuria (Selenkothuria) moebii Ludwig, 1883 -- Indo-Pacifique tropical
- Holothuria (Selenkothuria) parva Krauss, 1885 -- Océan Indien et Arabie
- Holothuria (Selenkothuria) parvispinea Massin, 2013 -- Australie
- Holothuria (Selenkothuria) portovallartensis Caso, 1954 -- Pacifique est
- Holothuria (Selenkothuria) sinica Liao, 1980 -- Chine
- Holothuria (Selenkothuria) theeli Deichmann, 1938 -- Pacifique est
- Holothuria (Selenkothuria) vittalonga Cherbonnier, 1988 -- Madagascar